# منتخب كاليدونيا الجديدة لكرة القدم
منتخب كاليدونيا الجديدة لكرة القدم (بالفرنسية: Équipe de Nouvelle-Calédonie de football)‏ ملقب بكاغوس وهو المنتخب الوطني في كاليدونيا الجديدة ويديره اتحاد كاليدونيا الجديدة لكرة القدم . لم يسبق له التأهل إلى بطولة كأس العالم . تم الاعتراف به من قبل الاتحاد الدولي لكرة القدم في سنة 2004 . أفضل انجاز حققه هو احتلال المركز الثاني في كأس أمم أوقيانوسيا موسمي 2008 و2012.

## وصلات خارجية
- قائمة بيانات المنتخب من الموقع الرسمي للفيفا باللغة العربية